# Agave chrysoglossa
Espèce
Agave chrysoglossa est une espèce de plantes du genre Agave.